# Campionati del mondo di BMX - Gara maschile Junior Cruiser
La Gara Uomini Junior Cruiser è stato uno degli eventi disputati durante i Campionati del mondo di BMX UCI. Per la prima volta fu corso nel 1996 ed è stato soppresso dal 2011.

## Albo d'oro
Aggiornato all'edizione 2010.
| Anno | Vincitore            | Secondo                | Terzo            |
| ---- | -------------------- | ---------------------- | ---------------- |
| 1996 | Scott Beaumont       | Frédéric King          | Scott Burston    |
| 1997 | Thierry Fouilleul    | Mickael Deldycke       | Kevin Royal      |
| 1998 | Warwick Stevenson    | Luke Madill            | Michal Prokop    |
| 1999 | Chad Hernaed         | Michal Prokop          | Medhi Remili     |
| 2000 | Medhi Remili         | Quentin Delescluse     | Jason Ream       |
| 2001 | Donny Robinson       | Clement Doby           | Ian Stoffel      |
| 2002 | Santiago Duque       | Jeremy Cotte           | Pablo Gutierrez  |
| 2003 | Arturs Matison       | Manuel Alejandro Lopez | Thomas Hamon     |
| 2004 | Augusto Castro       | Jérémy Chaffot         | Aaron Lepp       |
| 2005 | Sifiso Nhlapo        | Jérémy Chaffot         | Josh Oie         |
| 2006 | Joe Sowers           | Fausto Endara          | Edzus Treimanis  |
| 2007 | Fausto Endara        | Yvan Lapraz            | George Sowers    |
| 2008 | Joris Daudet         | Vincent Pelluard       | Jelle Van Gorkom |
| 2009 | Joris Daudet         | David Oquendo Zabala   | Renato Rezende   |
| 2010 | David Oquendo Zabala | Benjamin Clarke        | Daniel Franks    |

## Medagliere
| Pos.   | Nazione       | Oro | Argento | Bronzo | Totale |
| ------ | ------------- | --- | ------- | ------ | ------ |
| 1      | Francia       | 4   | 8       | 3      | 15     |
| 2      | Colombia      | 3   | 1       | 0      | 4      |
| 3      | Stati Uniti   | 3   | 0       | 5      | 8      |
| 4      | Australia     | 1   | 2       | 0      | 3      |
| 5      | Ecuador       | 1   | 1       | 0      | 2      |
| 6      | Regno Unito   | 1   | 0       | 1      | 2      |
| 6      | Lettonia      | 1   | 0       | 1      | 2      |
| 8      | Sudafrica     | 1   | 0       | 0      | 1      |
| 9      | Rep. Ceca     | 0   | 1       | 1      | 2      |
| 10     | Argentina     | 0   | 1       | 0      | 1      |
| 10     | Svizzera      | 0   | 1       | 0      | 1      |
| 12     | Canada        | 0   | 0       | 1      | 1      |
| 12     | Paesi Bassi   | 0   | 0       | 1      | 1      |
| 12     | Brasile       | 0   | 0       | 1      | 1      |
| 12     | Nuova Zelanda | 0   | 0       | 1      | 1      |
| Totale | Totale        | 15  | 15      | 15     | 45     |